# Йонсен, Пэл
Пэл Йонсен (фар. Pál Joensen; род. 10 декабря 1990 года в Воавуре, Фарерские острова) — фарерский пловец, бронзовый призёр чемпионата мира 2012 года на короткой воде, многократный призёр чемпионатов Европы, многократный победитель Островных игр.

## Карьера
Первый крупным международным соревнованием для Пэла Йонсена стал чемпионат мира 2007 года в Мельбурне, где он участвовал в шести дисциплинах — 50 м, 100 м, 200 м, 400 м, 800 м и 1500 м вольным стилем, однако дальше первого раунда спортсмену пройти не удалось. в этом же году Йонсен выиграл пять золотых медалей и одну бронзовую медаль на Островных играх.
На чемпионате Европы-2008 среди юниоров в Белграде житель Фарерских островов стал трёхкратным чемпионом на дистанции 400 м, 800 м и 1500 м вольным стилем.
В 2009 году на Островных играх стал восьмикратным чемпионом, а также завоевал шесть серебряных медалей и две бронзовые.

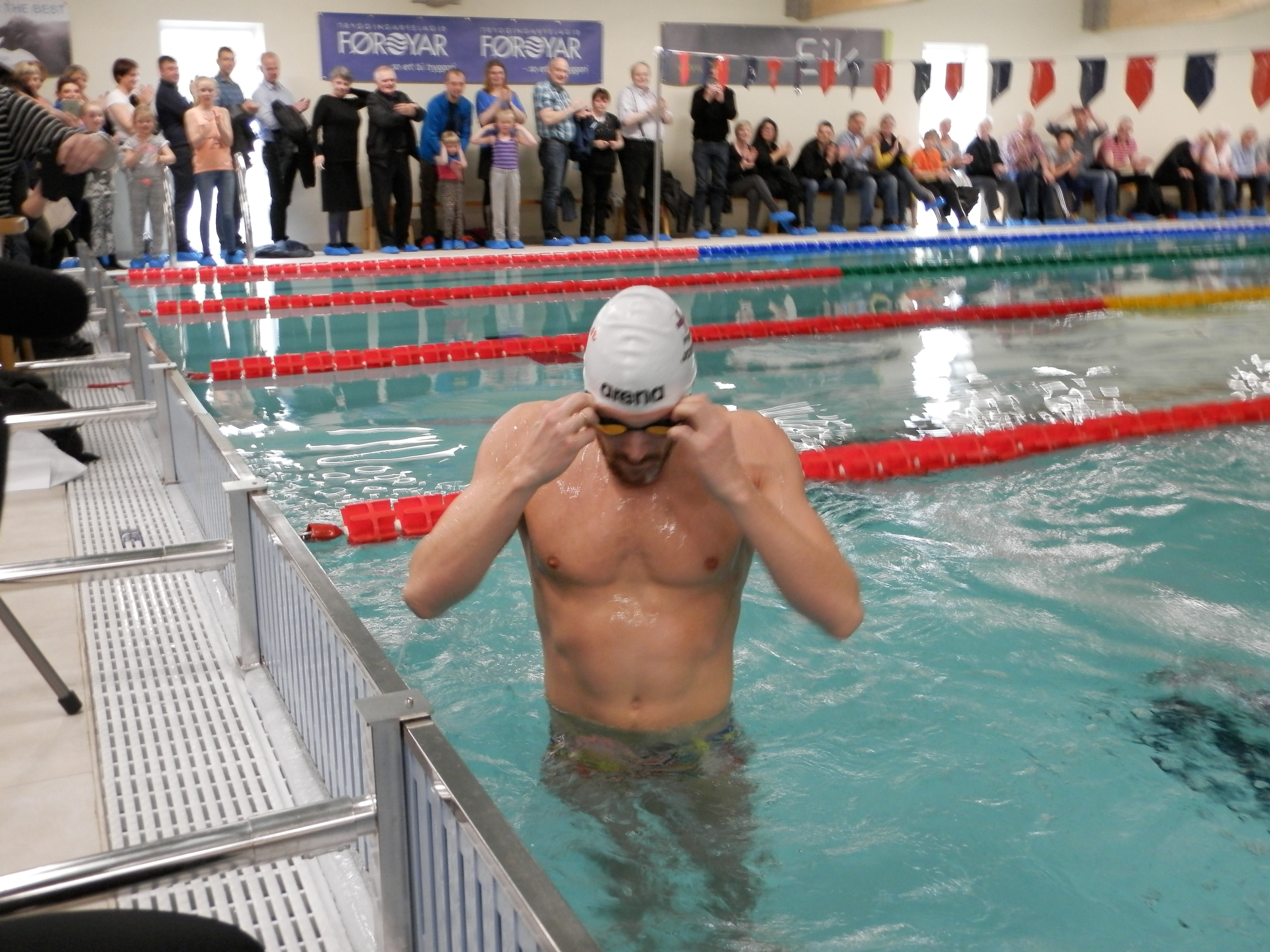
Пэл Йонсен

На чемпионате Европы в 2010 году в Будапеште спортсмен выиграл серебряную медаль на дистанции 1500 м свободным стилем.
Островные игры 2011 года в очередной раз принесли фарерцу целую россыпь наград: девять золотых, четыре серебряных и одну бронзовую.
На чемпионате мира по водным видам спорта 2011 года был близок к медали на дистанции 1500 метров вольным стилем. В финале Йонсен установил рекорд Фарер (14.46,33) и всего на 0,67 сек отстал от занявшего третье место венгра Гергё Киша. На дистанции 800 метров вольным стилем занял пятое место (7:46.51), установив в предварительном заплыве рекорд Фарер (7:45.55).
В августе 2012 года Йонсен принял участие в Олимпийских играх в Лондоне, первых в его карьере. На этих соревнованиях он представлял Данию, так как Фарерские острова не могут участвовать в Олимпиаде. Пловец соревновался на четырёх дистанциях: 400 м, 800 м, 1500 м и эстафета 4×200 м вольным стилем. Лучший результат — десятое место на дистанции 400 м. В декабре 2012 года на чемпионате мира на короткой воде, проходившем в Стамбуле, Йонсен завоевал бронзовую награду в дисциплине 1500 м свободным стилем. Эта первая медаль для Фарерских островов на чемпионате мира по плаванию. А в 2013 году на чемпионате Европы на короткой воде он получил серебряную медаль в этой же дисциплине.
Чемпионат Европы 2014 года в Берлине принес спортсмену две серебряные медали: на дистании 800 и 1500 метров вольным стилем.
Пэл Йонсен тренируется в Датском Национальном учебном центре в Копенгагене, так как на Фарерских островах отсутствуют бассейны более 25 метров.